# Libidza (gromada)
Libidza – dawna gromada, czyli najmniejsza jednostka podziału terytorialnego Polskiej Rzeczypospolitej Ludowej w latach 1954–1972.
Gromady, z gromadzkimi radami narodowymi (GRN) jako organami władzy najniższego stopnia na wsi, funkcjonowały od reformy reorganizującej administrację wiejską przeprowadzonej jesienią 1954 do momentu ich zniesienia z dniem 1 stycznia 1973, tym samym wypierając organizację gminną w latach 1954–1972.
Gromadę Libidza z siedzibą GRN w Libidzy utworzono – jako jedną z 8759 gromad na obszarze Polski – w powiecie kłobuckim w woj. stalinogrodzkim, na mocy uchwały nr 19/54 WRN w Stalinogrodzie z dnia 5 października 1954. W skład jednostki weszły obszary dotychczasowych gromad Gruszewnia i Libidza ze zniesionej gminy Kamyk oraz obszar dotychczasowej gromady Pierzchno ze zniesionej gminy Wręczyca Wielka w tymże powiecie, a także oddziały leśne nr 122, 136, 137, 169–171 i 177–180 z Nadleśnictwa Grodzisko. Dla gromady ustalono 11 członków gromadzkiej rady narodowej.
20 grudnia 1956 województwo stalinogrodzkie przemianowano (z powrotem) na katowickie.
31 grudnia 1959 gromadę zniesiono, a jej obszar włączono do gromad Kamyk (wsie Gruszewnia i Libidza wraz z przysiółkami Przybyłów i Teofilów) i Wręczyca Wielka (wieś Pierzchno wraz z przysiółkami Kolonia Pierzchno i Pierzchno-Towarzystwo oraz oddziały leśne nr 122, 136, 137, 169–171 i 177–180 z Nadleśnictwa Grodzisko) w tymże powiecie.